# Goldschmidt Cirque
Der Goldschmidt Cirque ist ein Bergkessel im ostantarktischen Coatsland. In der Shackleton Range liegt er auf der Westseite der Trueman Terraces im östlichen Teil der Read Mountains.
Die United States Navy fertigte im Jahr 1967 Luftaufnahmen an. Der British Antarctic Survey nahm zwischen 1968 und 1971 Vermessungen vor. Das UK Antarctic Place-Names Committee benannte den Bergkessel 1972 nach dem norwegischen Geochemiker Victor Moritz Goldschmidt (1888–1947).